# 永昌源
株式会社永昌源（えいしょうげん、英字表記：Ei-SHO-GEN Co., Ltd.）は、中国酒・リキュール類の製造・販売を行う酒類メーカーである。キリンビールのグループ企業（子会社）で、1948年に設立された。

## 沿革
元来は王子製紙のグループ企業で、2002年にキリングループ傘下となる。設立は1948年で、満州などからの引揚者の更生事業を目的に満蒙同胞援護会が埼玉県深谷市櫛引に設立し、旧王子製紙系列の樺太酒精工業の技術者の活用先を探していた王子製紙が1950年から資本参加した。

### 年表
- 1948年7月1日 - 「櫛引酒造株式会社」として設立[3]。所在地は埼玉県深谷市櫛引。
- 1950年1月 - 苫小牧製紙が資本参加[4]。
- 1950年6月1日 - 「関東醸造株式会社」に商号変更[4]。
- 1959年4月28日 - 東京高等裁判所で、いわゆる「関東醸造事件」の判決言い渡し（労働関係民事裁判例集10巻２号）
- 1966年7月1日 - 現商号である「株式会社永昌源」に商号変更[5]。
- 1997年 - 本社を東京都品川区西五反田に移転。
- 2002年4月 - 王子製紙が保有する全株式（99.9%）を旧・麒麟麦酒に売却[6]してキリングループへ移行。
- 2007年7月1日 - 旧・麒麟麦酒が会社分割によってキリンホールディングスに組織変更。永昌源は会社分割により発足した新法人・麒麟麦酒（以下キリンビール）が継承。
- 2009年6月17日 - 生産機能をキリンディスティラリー富士御殿場蒸溜所に移管[7]。創業地である深谷工場は閉鎖。
- 2014年 - 本社を東京都中野区に移転。
- 2017年 - 果実浸漬酒事業をキリンビールへ移管.

## 主な商品
- 老酒（ラオチュウ）
- 林檎酒（リンチンチュウ）
- 紹興貴酒（しょうこうきしゅ）
- 山査酒（さんざししゅ）

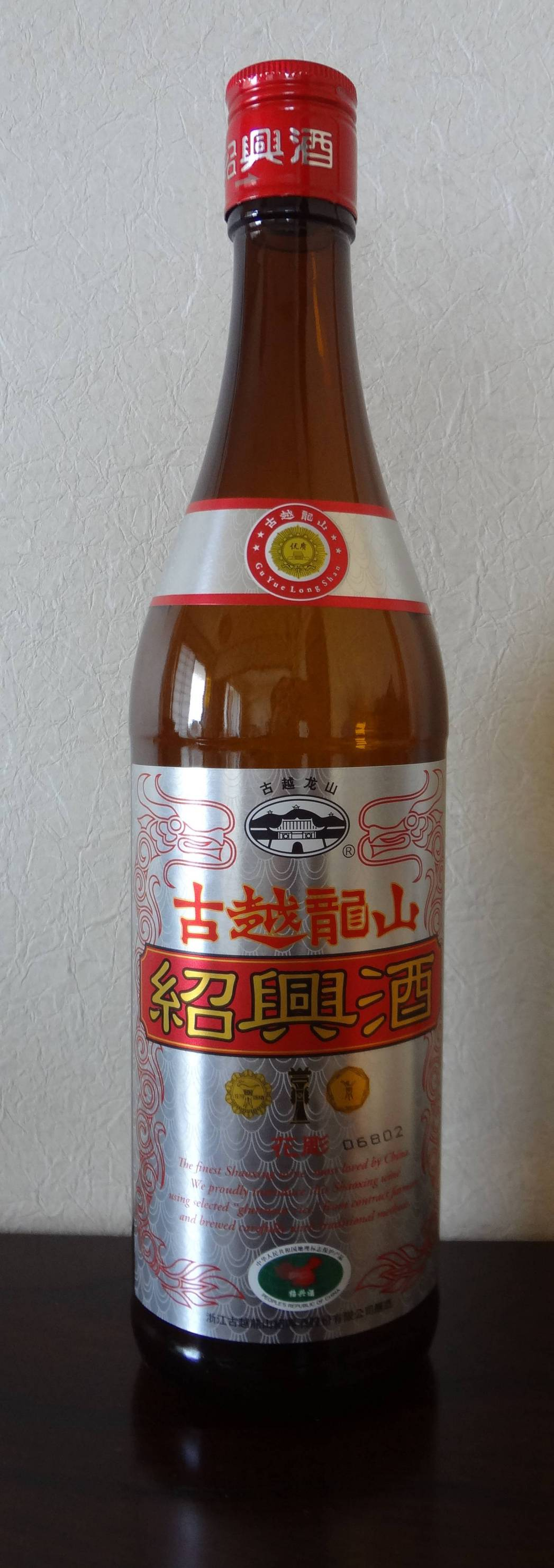
古越龍山銀龍

- 古越龍山（こえつりゅうざん） - 2008年7月1日にメルシャンから移管。

1969（昭和44）年から販売されていた杏露酒は、2017（平成29）年に親会社のキリンビールへ移管した。